# Deus Ex (серія відеоігор)
Deus Ex — це серія відеоігор в стилістиці кіберпанку, жанру шутера від першої особи/action RPG. Перші дві гри серії були розроблені компанією Ion Storm, усі наступні — канадською студією Eidos Montreal. Назва серії відсилає до латинської фрази «deus ex machina» — «бог з машини».
Події серії ігор відбуваються у XXI столітті, де людям можливо вдосконалювати свої тіла високотехнологічними пристроями. Це породжує соціальну нерівність та прагнення можновладців контролювати світ, спираючись на новітні технології, чому протистоять протагоністи ігор.

## Ігри серії

Ігровий процес оригінальної Deus Ex (2000)

- Ігровий процес оригінальної Deus Ex (2000)Deus Ex (2000)
- Deus Ex: Invisible War (2003)
- Deus Ex: Human Revolution (2011)
- Deus Ex: The Fall (2013)
- Deus Ex: Mankind Divided (2016)
- Deus Ex GO (2016)

## Ігровий процес

Ігровий процес Deus Ex: Mankind Divided (2016)

Для всіх ігор серії притаманне поєднання стилів гри з декількох різних жанрів, особливо рольових ігор, шутерів та стелс-шутерів. Протагоністами виступають кіборгізовані спецагенти, що борються зі злочинністю та розгадують світові змови таємних товариств. Рольові елементи в основному пов'язано зі збільшення певним чином характеристик центрального персонажа, витрати добутих очок умінь на отримання нових здібностей. Вибір гравця є ключовою особливістю серії, дії персонажа впливають як на ігровий світ, так і інших персонажів. Залежно від належності до фракції персонажі можуть схвалювати чи осуджувати дії гравця, допомагати чи створювати перешкоди.
Зазвичай протагоніст є чоловіком. В Invisible War гравець міг вибрати стать і колір шкіри головного героя перед початком. Протагоністи ігор володіють запасом здоров'я, енергії та різними уміннями. Здоров'я визначає стійкість до ушкоджень, в першій грі серії тіло головного героя поділялося на частини, кожна зі своїм запасом здоров'я. Енергія потрібна для користування особливими можливостями. Аби виконати поставлені завдання, гравець мусить користуватися зброєю і пристроями зламу, а також споживати їжу для відновлення здоров'я, ліки, поповнювати запас енергії спеціальними батареями. Всі куплені чи знайдені предмети складаються до інвентарю, поділеного на клітинки. Ігри серії Deus Ex спонукають до дослідження довкілля в пошуках корисних предметів або просто прихованих шляхів.

## Світ ігор

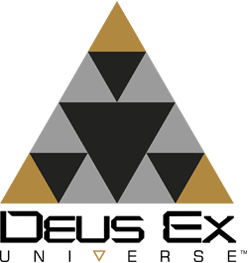
Логотип всесвіту Deus Ex

Події всіх ігор серії відбуваються в майбутньому впродовж XXI століття. Їх об'єднує кіберпанковий світ, в якому високі технології сусідують з організованою злочинністю та соціальною нерівністю. Вагому роль відіграють корпорації, які надають імплантати для розширення можливостей людського тіла: збільшення фізичної сили, чуттів, глибокого поєднання людини й машини, вживлення до тіла зброї. Вдосконалені люди вступають у конфлікти між собою та з простими людьми, а таємні організації користуються цим задля досягнення своїх цілей. Серія відома зверненням до тематики теорії змов, в іграх фігурують ілюмінати, масони, тамплієри, Маджестік-12.
Вигадані технології та суспільно-політичні рухи ігор засновані на реальних перспективних технологіях, рухах трансгуманізму, енвайронменталізму. Події розгортаються у футуристичних версіях реальних міст: Нью-Йорку, Каїрі, Детройті, Празі.

## Супутня продукція

### Фільми
- «Deus Ex: Human Defiance» — запланована екранізація за всесвітом Deus Ex[6].

## Оцінки й відгуки
| Гра                       | Середня оцінка Metacritic            |
| ------------------------- | ------------------------------------ |
| Deus Ex                   | (PC) 90 (PS2) 81                     |
| Deus Ex: Invisible War    | (Xbox) 84 (PC) 80                    |
| Deus Ex: Human Revolution | (PC) 90 (PS3) 89 (X360) 89 (WIIU) 88 |
| Deus Ex: The Fall         | (iOS) 69 (PC) 45                     |
| Deus Ex: Mankind Divided  | (PC) - (PS4) - (XONE) -              |